# ۴۵۸ (پیش از میلاد)
۴۵۸ (پیش از میلاد) ۴۵۸مین سال قبل از تقویم میلادی است.